# Nothing
| Оценки критиков | Оценки критиков |
| Источник        | Оценка          |
| --------------- | --------------- |
| AllMusic        | [ 1 ]           |
| Blabbermouth    | [ 2 ]           |
| Pitchfork       | 8.1/10          |
| Rolling Stone   | [ 4 ]           |

Nothing — четвёртый студийный альбом шведской метал группы Meshuggah, выпущенный 6 августа 2002 года, лейблом Nuclear Blast. Альбом занял 165 позицию в чарте Billboard 200. В США было продано 95,000 копий альбома.
Nothing был переиздан 31 октября 2006 года с заново записанными гитарными и ударными партиями. Вокал не был подвергнут перезаписи, но был изменен при помощи студийных эффектов.
Это первый альбом для гитаристов Фредрика Тордендаля и Мартена Хэгстрема, записанный при помощи восьмиструнных гитар.

## Список композиций
| №   | Название                  | Текст песни    | Музыка            | Длительность |
| --- | ------------------------- | -------------- | ----------------- | ------------ |
| 1.  | «Stengah»                 | Haake          | Hagström, Haake   | 5:38         |
| 2.  | «Rational Gaze»           | Haake          | Thordendal        | 5:04         |
| 3.  | «Perpetual Black Second»  | Haake          | Hagström          | 4:39         |
| 4.  | «Closed Eye Visuals»      | Haake          | Thordendal        | 7:25         |
| 5.  | «Glints Collide»          | Haake          | Thordendal, Haake | 4:55         |
| 6.  | «Organic Shadows»         | Haake          | Hagström, Haake   | 5:08         |
| 7.  | «Straws Pulled at Random» | Haake          | Hagström          | 5:10         |
| 8.  | «Spasm»                   | Haake          | Thordendal, Haake | 4:14         |
| 9.  | «Nebulous»                | Hagström       | Hagström          | 6:33         |
| 10. | «Obsidian»                | (Instrumental) | Meshuggah         | 4:20         |

| №                   | Название                  | Текст песни         | Музыка              | Длительность |
| ------------------- | ------------------------- | ------------------- | ------------------- | ------------ |
| 1.                  | «Stengah»                 | Haake               | Hagström, Haake     | 5:38         |
| 2.                  | «Rational Gaze»           | Haake               | Thordendal          | 5:26         |
| 3.                  | «Perpetual Black Second»  | Haake               | Hagström            | 4:39         |
| 4.                  | «Closed Eye Visuals»      | Haake               | Thordendal          | 7:25         |
| 5.                  | «Glints Collide»          | Haake               | Thordendal, Haake   | 4:56         |
| 6.                  | «Organic Shadows»         | Haake               | Hagström, Haake     | 5:20         |
| 7.                  | «Straws Pulled at Random» | Haake               | Hagström            | 5:16         |
| 8.                  | «Spasm»                   | Haake               | Thordendal, Haake   | 4:14         |
| 9.                  | «Nebulous»                | Hagström            | Hagström            | 7:06         |
| 10.                 | «Obsidian»                | (Instrumental)      | Meshuggah           | 8:33         |
| Общая длительность: | Общая длительность:       | Общая длительность: | Общая длительность: | 58:36        |

## Участники записи
- Йенс Кидман − вокал
- Фредрик Тордендаль — гитара
- Дик Лёвгрен — бас
- Томас Хааке − ударные, вокал (песни 4,8,9), оформление[5]
- Мортен Хагстрём — гитара